# 경주 죽동리 청동기 일괄
경주 죽동리 청동기 일괄(慶州 竹東里 靑銅器一括)은 대한민국 경상북도 경주시, 국립경주박물관에 있는 철기시대의 청동용구이다. 1993년 1월 15일 대한민국의 보물 제1152호로 지정되었다.

## 개요
경주 죽동리에서 출토된 초기철기시대에 만들어진 이 일괄유물은 출토 유물의 상황이 입실리유적 출토 일괄유물과 매우 유사하다. 이 유물들은 중국 한나라 문화의 영향을 받은 것으로 철기가 함께 출토되는 청동기 유적으로는 거의 마지막 단계인 기원전 1세기초로 추정된다.
1) 간두령(높이 15.4㎝, 15.5㎝)
같은 틀로 만들어진 한쌍의 청동기 유물이다. 가운데가 빈 포탄형으로 아래부분에 테두리가 돌아가 있다. 내부는 중앙에 구멍이 뚫린 칸막이를 설치, 방울을 넣어 소리가 나게 만들었다. 윗부분은 4개의 긴 틈을 만들고, 그 사이에 짧은 선으로 이루어진 삿갓 모양의 문양대 2열과 짧은 선으로 이루어진 삼각형무늬 2개가 서로 마주보게 해, 여백이 마름모꼴이 되게 한 문양대 2열이 배치되어 있다. 아랫부분 테두리는 4단으로 되어 있다.
2) 혁금구(지름 4.3∼4.6㎝)
모두 25점으로 형태로 보아 3종류로 나누어진다.
①류 : 대형인 것 1점이 있다. 표면이 볼록하고 3단을 형성하고 있다. 뒷면 한 가운데에는 매달기 위한 소형의 고리가 1개 달렸다.
②류 : 전·후 평면이 원형인 것으로 23점이 있다. 표면이 볼록하게 되어 있는데, 테두리쪽에서 단이 있어 높아지며 한가운데는 돌기가 튀어나와 있다.
③류 : ①류·②류와 다른점은 표면 중에 돌기가 없고, 두께가 얇은 편이다.
3) 투겁창<동모(현 길이 28.2㎝)>
끝부분은 일부가 파손되었고, 6.5㎝정도의 길이었던 것으로 추정된다. 날부분에는 각각 3줄의 홈(혈구)을 새겼다. 자루가 끼워지는 부분 바로 위에 돌대를 돌렸고, 한쪽에 둥근 고리가 달려 있다.
4) 꺽창<동과(길이 23.4㎝)>
전체적으로 두께가 얇고 어깨부분도 얇으며, 폭이 좁은 전형적인 후기의 꺽창이다. 등날부분의 홈인 혈구 밑부분에는 물고기 뼈모양의 무늬를 새겼다.
5) 세형동검(길이 30.2㎝)
동검으로는 매우 긴 편으로 검의 끝부분이 9㎝정도로 길며, 등날은 어깨부분까지 갈았다. 다른 동검과 달리 등날부분의 홈인 혈구가 약간 오목하게 들어갔다. 어깨부분은 검신(劍身)에 비해 짧으며, 단면은 타원형에 가깝다.
6) 소동탁(높이 5.2㎝)
위에서 보면 마름모꼴로 말에 장식한 방울이다. 방울 아래의 중앙부분이 안으로 꺾여 들어 갔으며, 윗부분은 반원형의 추가 달려 있다.
7) 동대(높이 4.8㎝)
한쪽이 막힌 타원형 통(筒)처럼 생긴 유물이다. 상·중·하 3곳에 돌대를 돌리고, 그 사이에 많은 삼각형을 새기고 그 삼각형속에 선을 그어 채웠다.
8) 칼자루끝 장식<검파두식(높이 3.6㎝, 4.4㎝)>
2개가 있는데 하나는 아랫부분이 땅콩껍질을 세로로 자른 모양으로서, 네모난 돌기를 양측면에 붙여 十자형을 이루게 하였다. 윗부분은 곧게 세워진 직육면체이다. 아랫부분은 속이 비어있고 한가운데 소형돌기가 붙어있으며, 윗부분은 속이 차 있다.

## 참고 자료
- 경주 죽동리 청동기 일괄 - 국가유산청 국가유산포털